# Тревор Філп
Тревор Філп (5 січня 1992 , Торонто ) — канадський гірськолижник, що спеціалізується на технічних дисциплінах слалому та гігантського слалому. Учасник двох зимових Олімпійських ігор і п'яти чемпіонатів світу. 

## Результати в Кубку світу
Усі результати наведено за даними Міжнародної федерації лижного спорту.

### Підсумкові місця в Кубку світу за роками
| Сезон | Вік | Загальний залік       | Слалом                | Гігантський слалом    | Супергігант           | Швидкісний спуск      | Гірськолижна комбінація |
| ----- | --- | --------------------- | --------------------- | --------------------- | --------------------- | --------------------- | ----------------------- |
| 2014  | 21  | 140                   | —                     | 51                    | —                     | —                     | —                       |
| 2015  | 22  | 133                   | —                     | 41                    | —                     | —                     | —                       |
| 2016  | 23  | 102                   | 37                    | 45                    | —                     | —                     | —                       |
| 2017  | 24  | жодного балу в заліку | жодного балу в заліку | жодного балу в заліку | жодного балу в заліку | жодного балу в заліку | жодного балу в заліку   |
| 2018  | 25  | 83                    | 40                    | 34                    | —                     | —                     | —                       |
| 2019  | 26  | 54                    | 41                    | 25                    | —                     | —                     | —                       |
| 2020  | 27  | 80                    | 58                    | 25                    | —                     | —                     | —                       |
| 2021  | 28  | 75                    | —                     | 31                    | —                     | —                     | —                       |

Станом на 18 січня 2021 року

### Потрапляння до першої двадцятки
| Сезон | Дата           | Місце проведення              | Дисципліна         | Місце |
| 2015  | 21 грудня 2014 | Альта-Бадія (Італія)          | Гігантський слалом | 19    |
| 2016  | 12 грудня 2015 | Валь-д'Ізер (Франція)         | Гігантський слалом | 18    |
| 2016  | 24 січня 2016  | Кіцбюель (Австрія)            | Слалом             | 14th  |
| 2018  | 3 грудня 2017  | Бівер Крік, USA               | Гігантський слалом | 11    |
| 2018  | 4 березня 2018 | Кранська Гора (Словенія)      | Слалом             | 14    |
| 2019  | 16 грудня 2018 | Альта-Бадія (Італія)          | Гігантський слалом | 19    |
| 2019  | 22 грудня 2018 | Мадонна-ді-Кампільйо (Італія) | Слалом             | 12    |
| 2021  | 5 грудня 2020  | Санта-Катерина (Італія)       | Гігантський слалом | 18    |
| 2021  | 7 грудня 2020  | Санта-Катерина (Італія)       | Гігантський слалом | 16    |

## Результати на чемпіонатах світу
Усі результати наведено за даними Міжнародної федерації лижного спорту.
| Рік  | Вік | Слалом | Гігантський слалом | Супергігант | Швидкісний спуск | Гірськолижна комбінація | Командні змагання |
| ---- | --- | ------ | ------------------ | ----------- | ---------------- | ----------------------- | ----------------- |
| 2013 | 20  | 35     | —                  | —           | —                | —                       | —                 |
| 2015 | 22  | 18     | 18                 | —           | —                | —                       | 2                 |
| 2017 | 24  | НФ1    | НФ1                | —           | —                | —                       | 5                 |
| 2019 | 26  | НФ1    | 18                 | —           | —                | —                       | 9                 |
| 2021 | 28  | —      | НФ1                | —           | —                | 10                      | —                 |

## Результати на Олімпійських іграх
Усі результати наведено за даними Міжнародної федерації лижного спорту.
| Рік  | Вік | Слалом | Гігантський слалом | Супергігант | Швидкісний спуск | Гірськолижна комбінація | Командні змагання |
| ---- | --- | ------ | ------------------ | ----------- | ---------------- | ----------------------- | ----------------- |
| 2014 | 21  | НФ2    | 25                 | —           | —                | —                       | Н/Д               |
| 2018 | 25  | НФ2    | 18                 | —           | —                | —                       | 9                 |